# Goulaine
Die Goulaine ist ein Fluss in Frankreich, der im Département Loire-Atlantique in der Region Pays de la Loire verläuft. Sie entspringt unter dem Namen Gueubert an der Gemeindegrenze von Le Landreau und Vallet, entwässert mit einem Bogen nach Süden generell in westlicher Richtung und mündet nach rund 24 Kilometern an der Gemeindegrenze von Basse-Goulaine und Saint-Sébastien-sur-Loire als linker Nebenfluss in einen Seitenarm der Loire. In ihrem Unterlauf wurde die Goulaine begradigt und wird nun Canal de Goulaine genannt.

## Orte am Fluss
(Reihenfolge in Fließrichtung)
- La Houisière, im Gemeinde Le Landreau
- Braud, Gemeinde Vallet
- La Bazillère, Gemeinde Le Landreau
- Le Poyet, Gemeinde La Chapelle-Heulin
- Bas Briacé, Gemeinde Le Landreau
- La Verdonnière, Gemeinde Haute-Goulaine
- Le Pont de Louen, Gemeinde Le Loroux-Bottereau
- La Bonnaudière, Gemeinde Haute-Goulaine
- Embreil, Gemeinde Saint-Julien-de-Concelles
- L’Île Chaland, Gemeinde Basse-Goulaine
- Le Tertre, Gemeinde Basse-Goulaine

## Besonderheiten
- In ihrem Mittelabschnitt bildet die Goulaine das etwa 1500 Hektar große und nach ihr benannte Feuchtgebiet Marais de Goulaine, das als Natura 2000 - Schutzgebiet registriert ist.[4]

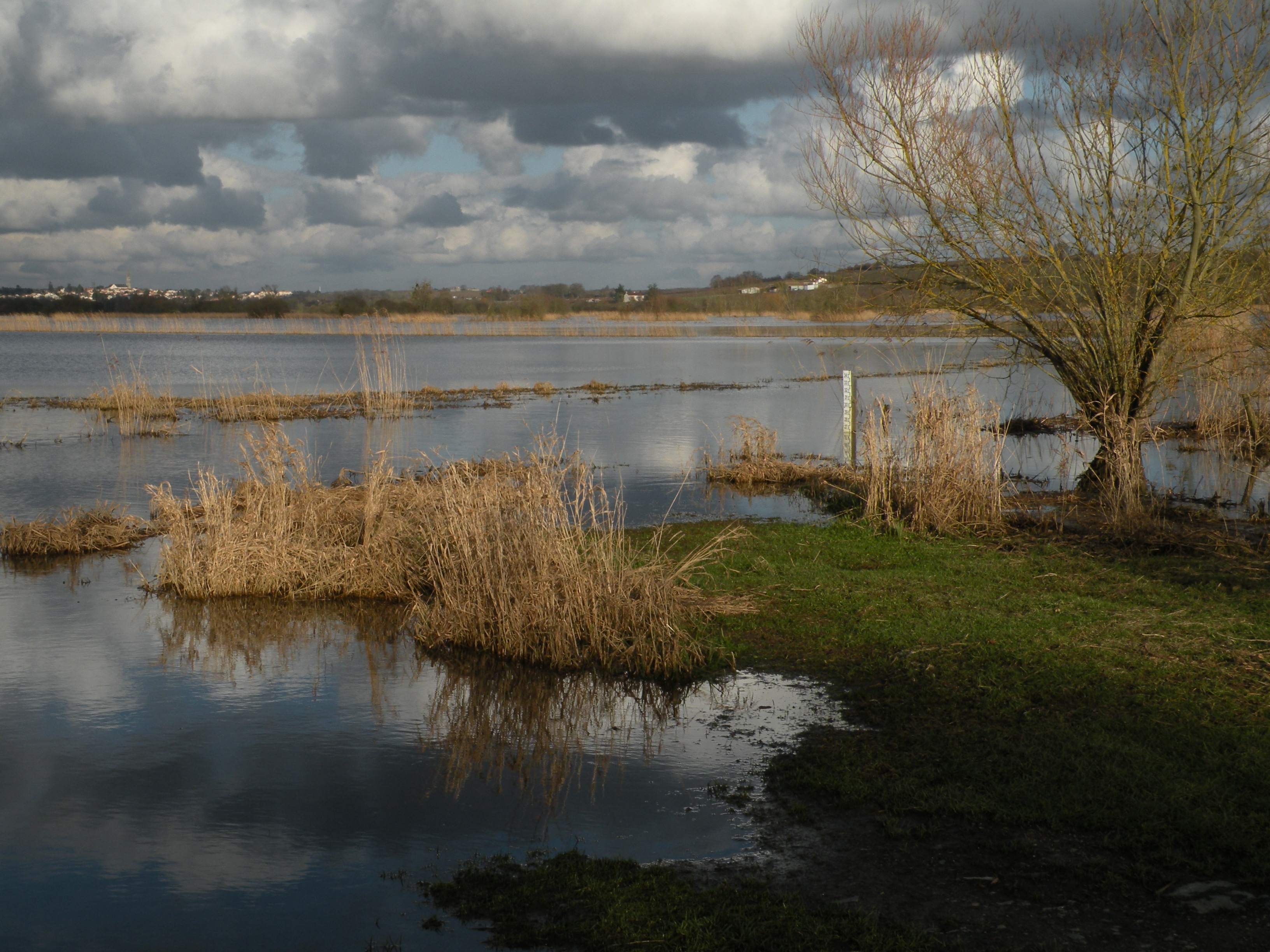
Im Bereich von Haute-Goulaine
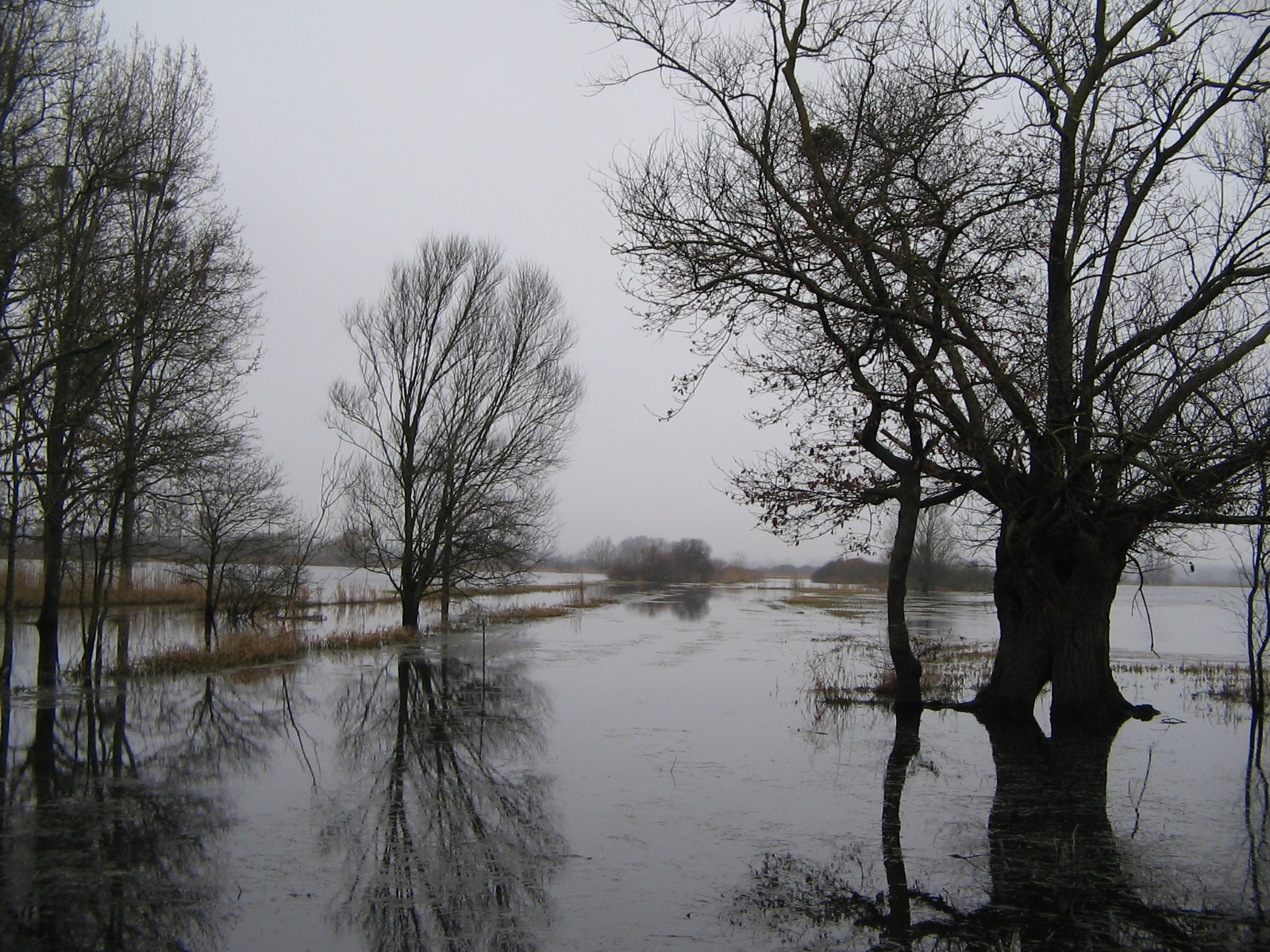
Blickrichtung Le Landreau
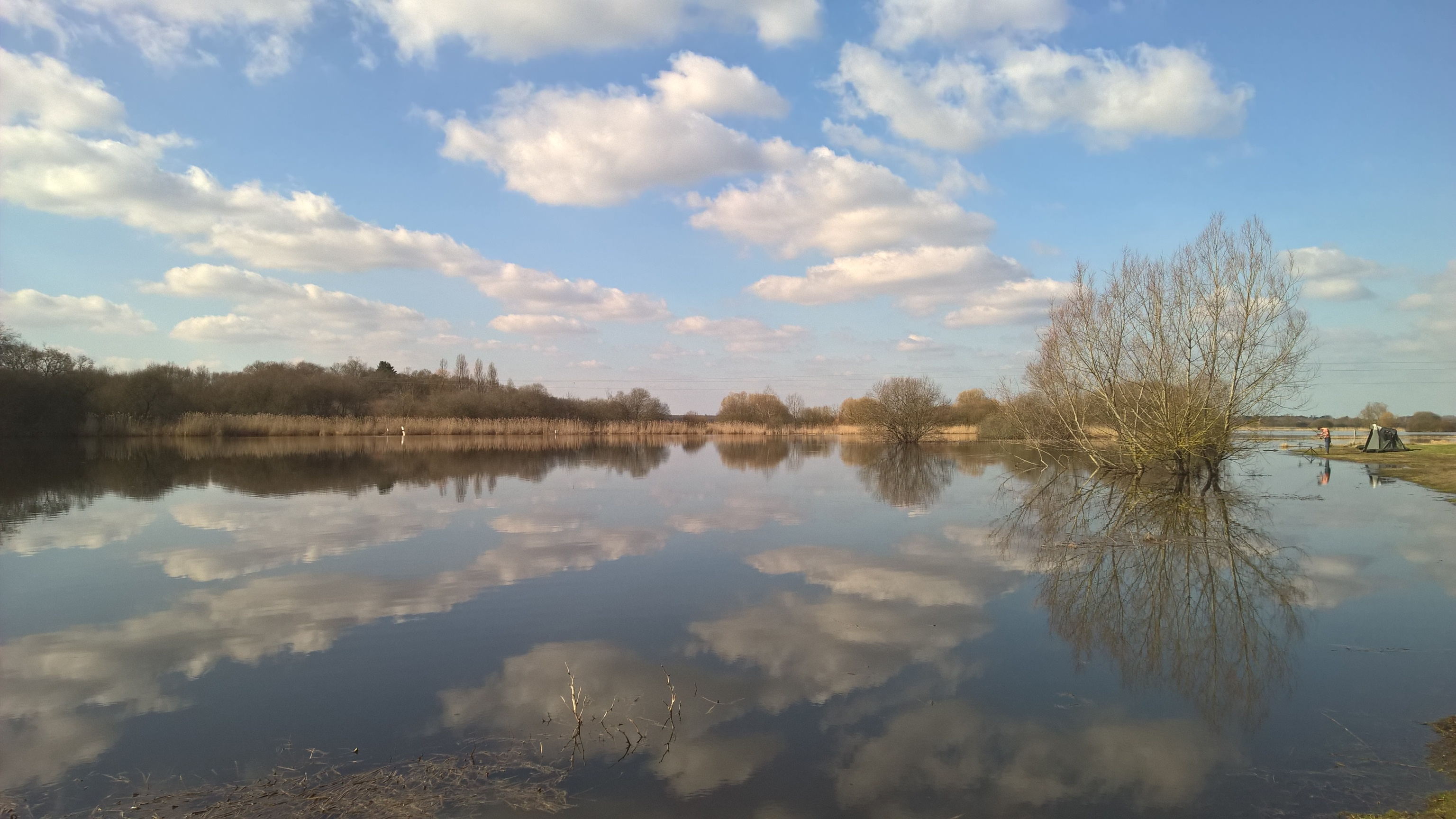
Blickrichtung Loroux-Bottereau